# Clausura (matemáticas)
En matemáticas, se habla de la clausura (o también cierre) de un subconjunto de un conjunto, cuando está cerrado bajo una operación del conjunto mayor; es decir, si al operar con los miembros del subconjunto el resultado siempre es un miembro de ese subconjunto. Por ejemplo, los números naturales son cerrados con respecto a la suma, pero no con respecto a la resta: 1 − 2 no es un número natural, aunque tanto el 1 como el 2 lo son.
De manera similar, se dice que un subconjunto está cerrado bajo una "colección" de operaciones si está cerrado bajo cada una de las operaciones individualmente.
El cierre de un subconjunto es el resultado de un operador de cierre aplicado al subconjunto. El cierre de un subconjunto bajo determinadas operaciones es el superconjunto más pequeño que se cierra bajo estas operaciones. A menudo se le llama extensión o conjunto generado.

## Definiciones
Sea S un conjunto equipado con uno o varios métodos para producir elementos de S a partir de otros elementos de S.
Se dice que un subconjunto X de S está "cerrado" según estos métodos si, cuando todos los elementos de entrada están en X, todos los resultados posibles también están en X. A veces, también se puede decir que X tiene la propiedad de cierre.
La propiedad principal de los conjuntos cerrados, que resulta inmediatamente de la definición, es que toda intersección de conjuntos cerrados es un conjunto cerrado. De ello se deduce que para cada subconjunto Y de S, hay un subconjunto cerrado más pequeño X de S tal que {\displaystyle Y\subseteq X} (es la intersección de todos los subconjuntos cerrados que contienen a Y). Dependiendo del contexto, X se denomina cierre de Y o el conjunto generado o extendido por Y.
Los conceptos de conjunto cerrado y de cierre a menudo se extienden a cualquier propiedad de subconjuntos que sean estables en la intersección; es decir, toda intersección de subconjuntos que tienen la propiedad, también la tiene. Por ejemplo, en {\displaystyle \mathbb {C} ^{n},} un conjunto cerrado de Zariski, también conocido como conjunto algebraico, es el conjunto de los ceros comunes de una familia de polinomios, y el cierre de Zariski de un conjunto V de puntos es el conjunto algebraico más pequeño que contiene a V.

### En estructuras algebraicas
Una estructura algebraica es un conjunto equipado con operaciones que satisfacen algunos axiomas. Estos axiomas pueden ser identidades. Algunos axiomas pueden contener cuantificadores de existencia ({\displaystyle \exists }). En este caso, vale la pena agregar algunas operaciones auxiliares para que todos los axiomas se conviertan en identidades o fórmulas puramente cuantificadas universalmente. Consúltese estructura algebraica para obtener más detalles.
En este contexto, dada una estructura algebraica S, una subestructura de S es un subconjunto que está cerrado bajo todas las operaciones de S, incluidas las operaciones auxiliares que se necesitan para evitar cuantificadores de existencia. Una subestructura es una estructura algebraica del mismo tipo que S. De ello se deduce que, en un ejemplo específico, cuando se demuestra la clausura, no es necesario comprobar los axiomas para demostrar que una subestructura es una estructura del mismo tipo.
Dado un subconjunto X de una estructura algebraica S, el cierre de X es la subestructura más pequeña de S que se cierra bajo todas las operaciones de S. En el contexto de las estructuras algebraicas, esta clausura generalmente se denomina subestructura "generada" o "abarcada" por X, y se dice que X es un conjunto generador de la subestructura.
Por ejemplo, un grupo es un conjunto con un operación asociativa, a menudo llamada multiplicación, con un elemento neutro, de modo que cada elemento tiene un elemento simétrico. Aquí, las operaciones auxiliares son la operación aridad que da como resultado el elemento de identidad y la operación unaria de inversión. Un subconjunto de un grupo que está cerrado bajo multiplicación e inversión también está cerrado bajo la operación nula (es decir, contiene la identidad) si y solo si no está vacío. Entonces, un subconjunto no vacío de un grupo que está cerrado bajo la multiplicación y la inversión es un grupo que se puede denominar subgrupo. El subgrupo generado por un solo elemento, es decir, el cierre de este elemento, se llama grupo cíclico.
En álgebra lineal, el cierre de un subconjunto no vacío de un espacio vectorial (bajo las operaciones del espacio vectorial, es decir, la suma y la multiplicación escalar) es el sistema generador de este subconjunto. Es un espacio vectorial por el resultado general anterior, y se puede demostrar fácilmente que es el conjunto de las combinaciones lineales de los elementos del subconjunto.
Se pueden dar ejemplos similares para casi todas las estructuras algebraicas, a veces con alguna terminología específica. Por ejemplo, en un anillo conmutativo, el cierre de un solo elemento bajo las operaciones de un ideal se llama ideal principal.

## En topología
En topología y ramas de la matemática afines, la operación relevante es el establecimiento de contornos. La clausura topológica de un conjunto es el operador de cierre correspondiente. Los axiomas de cierre de Kuratowski caracterizan a este operador.

## Relaciones binarias
Una relación binaria en un conjunto A se puede definir como un subconjunto R de {\displaystyle A\times A,}, el conjunto de pares ordenados de elementos de A. La notación {\displaystyle xRy} se usa comúnmente para {\displaystyle (x,y)\in R.} Se pueden usar muchas propiedades u operaciones en relaciones para definir cierres. Algunas de las más comunes son las siguientes:
Reflexividad
Una relación R en el conjunto A es reflexiva si {\displaystyle (x,x)\in R} para cada {\displaystyle x\in A.} Como toda intersección de relaciones reflexivas es reflexiva, esto define un cierre. La clausura reflexiva de una relación R es entonces {\displaystyle R\cup \{(x,x)\mid x\in A\}.}
Simetría
La simetría es una operación unaria en {\displaystyle A\times A} que asigna {\displaystyle (x,y)} a {\displaystyle (y,x).} Una relación es simétrica si se cierra bajo esta operación, y la clausura simétrica de una relación R es su cierre bajo esta relación.
Transitividad
La transitividad está definida por la operación binaria parcial en {\displaystyle A\times A} que asigna {\displaystyle (x,y)} y {\displaystyle (y,z)} a {\displaystyle (x,z).} Una relación es transitiva si se cierra bajo esta operación, y la clausura transitiva de una relación es su cierre bajo esta operación.
Un preorden es una relación reflexiva y transitiva. De ello se deduce que el cierre transitivo reflexivo de una relación es el preorden más pequeño que la contiene. De manera similar, el cierre simétrico transitivo reflexivo o el cierre de equivalencia de una relación es la relación de equivalencia más pequeña que lo contiene.

## Otros ejemplos
- En la teoría de matroides, la clausura de X es el superconjunto más grande de X que tiene el mismo rango que X.
- La clausura transitiva de un conjunto.[1]
- La clausura algebraica de un cuerpo.[2]
- La clausura integral de un dominio de integridad en un cuerpo que lo contiene.
- El radical de un ideal en un anillo conmutativo.
- En geometría, la envolvente convexa de un conjunto S de puntos es el recinto convexo más pequeño del que S es un subconjunto.[3]
- En lenguaje formal, la clausura de Kleene de un idioma se puede describir como el conjunto de cadenas que se pueden crear concatenando cero o más cadenas de ese idioma.
- En teoría de grupos, la clausura conjugada o cierre normal de un conjunto de elementos de un grupo es el subgrupo normal más pequeño que contiene al conjunto.
- En análisis matemático y en teoría de la probabilidad, el cierre de una colección de subconjuntos de X bajo muchas y numerables operaciones del conjunto se denomina Σ-álgebra generada por la colección.

## Operador de cierre
En los apartados anteriores, se consideran cierres para subconjuntos de un conjunto determinado. Los subconjuntos de un conjunto forman un conjunto parcialmente ordenado para la inclusión. Los operadores de cierre permiten generalizar el concepto de cierre a cualquier conjunto parcialmente ordenado.
Dado un conjunto parcialmente ordenado S cuyo orden parcial se denota con el símbolo ≤, un operador de cierre en S es una función {\displaystyle C:S\to S} que es creciente ({\displaystyle x\leq C(x)} para todos los {\displaystyle x\in S}), idempotente ({\displaystyle C(C(x))=C(x)}) y monótona ({\displaystyle x\leq y\implies C(x)\leq C(y)}).
De manera equivalente, una función de S sobre S es un operador de cierre si {\displaystyle x\leq C(y)\iff C(x)\leq C(y)} para todo {\displaystyle x,y\in S.}
Un elemento de S está cerrado si es su propio cierre, es decir, si {\displaystyle x=C(x).} Por idempotencia, un elemento está cerrado si y solo si es el cierre de algún elemento de S.
Un ejemplo de operador de cierre que no opera en subconjuntos lo proporciona la función techo, que asigna a cada número real x el entero más pequeño que no sea menor que x.

### Operador de cierre con respecto a conjuntos cerrados
Un cierre de los subconjuntos de un conjunto dado puede definirse mediante un operador de cierre o mediante un conjunto de conjuntos cerrados que sea estable en la intersección e incluya el conjunto dado. Estas dos definiciones son equivalentes.
De hecho, las propiedades definitorias de un operador de cierre C implican que una intersección de conjuntos cerrados es cerrada: si {\textstyle X=\bigcap X_{i}} es una intersección de conjuntos cerrados, entonces {\displaystyle C(X)} debe contener a X y estar contenido en cada {\displaystyle X_{i}.} Esto implica que {\displaystyle C(X)=X} por definición de la intersección.
Por el contrario, si se dan conjuntos cerrados y cada intersección de conjuntos cerrados es cerrada, entonces se puede definir un operador de cierre C tal que {\displaystyle C(X)} sea la intersección de los conjuntos cerrados que contienen a X.
Esta equivalencia sigue siendo cierta para conjuntos parcialmente ordenados con propiedad del mayor límite inferior, si se reemplazan "conjuntos cerrados" por "elementos cerrados" y "intersección" por "límite inferior máximo".